# 贝加姆甘杰
贝加姆甘杰（Begamganj），是印度中央邦Raisen县的一个城镇。总人口30563（2001年）。

## 人口
该地2001年总人口30563人，其中男性16084人，女性14479人；0—6岁人口5114人，其中男2633人，女2481人；识字率65.47%，其中男性为72.38%，女性为57.81%。